# Julio Bocca
Julio Bocca (Munro, Buenos Aires, 6 de Março de 1967) é um bailarino clássico argentino. Depois de trabalhar no seu país natal, em 1986 passou a fazer parte do American Ballet Theatre.
Foi também artista convidado dos principais teatros do mundo. Em 1990, formou a sua própria companhia.